# Djéliba Badjé
Djéliba Badjé (* 1941 in Tonko Bangou, Liboré; † 24. April 2018; auch Diéliba Badji, Djéliba Badio, eigentlich Djibo Badjé) war ein nigrischer Erzähler vom Berufsstand der Djesseré.

## Leben
Djéliba Badjé gehörte der ethnischen Gruppe der Songhai an, gab aber, wie bei Djesseré üblich, eine Soninke-Herkunft an. Sein Künstlername Djéliba bezeichnet in der Sprache Soninke einen großen Erzähler. Er war ein Sohn des Djesseré Badjé Bannya und dessen erster Ehefrau Maïmouna Boureyma, die aus einer Familie von Gerbern stammte.
Djéliba Badjé begann seine Ausbildung als Erzähler im Alter von sieben Jahren bei seinem Vater, der ihn die Stammbäume der traditionellen Herrscher (chefferies traditionnelles) mit annähernd 300 Abstammungslinien, Erzählungen von Zarma-Kriegern und das Lauteninstrument Molo, das typische Begleitinstrument der Djesseré, lehrte. Herkömmliche Schulbildung erhielt er keine. Er blieb bis zu dessen Tod 1970 bei seinem Vater, um danach seine Ausbildung in Mali, Guinea, Mauretanien und Senegal fortzusetzen.
Ein Djesseré wird üblicherweise dem Hofstaat eines traditionellen Herrschers zuordnet. Djéliba Badjé adaptierte diese Tradition und folgte Seyni Kountché, dem von 1974 bis 1987 amtierenden Staatschef Nigers. Bekannte Titel seiner auf Zarma erzählten Epen lauten Damonzon, Garba Mama, Hama Bodeïzé Pathé, Mamoudou Diawondo und Zabarkane. Die Kenntnis der Geschichte war bei ihm bedeutender als die Ausformung eines bestimmten künstlerischen Stils, die etwa beim Djesseré Djado Sékou zu finden war. Letzterer pflegte einen poetischen, verspielten und bisweilen drastischen Stil, der ihm ein junges Publikum sicherte, während Djéliba Badjé mit nüchterner Einfachheit eher ältere Bevölkerungsschichten ansprach. Er trat ohne Begleiter auf und spielte zu seinen Erzählungen auch das Instrument Molo selbst. Sein Handwerk gab er an zahlreiche junge Djesseré weiter.
Die staatliche Rundfunkanstalt ORTN und das Forschungsinstitut für Humanwissenschaften (IRSH) in Niamey nahmen zunächst zehn seiner Erzählungen auf, bis Djéliba Badjé eine weitere Zusammenarbeit aus Urheberrechtsgründen ablehnte. Er lernte 1994 die Schweizer Ethnolinguistin Sandra Bornand kennen und gestattete dieser, um sein Werk für die Nachwelt zu erhalten, die Aufnahme von mehr als 500 Stunden Material. Er galt zuletzt als der letzte noch lebende der großen Djesseré-Meister, zu denen – neben den schon genannten Badjé Bannya und Djado Sékou – auch Koulba Baba, Nouhou Malio und Tinguizi gehörten. Nicht zuletzt deshalb stieg das Interesse der wissenschaftlichen Forschung in Afrika, Europa und Amerika an seiner Person und er wurde regelmäßig zu internationalen Konferenzen zu Oralität eingeladen.
Djéliba Badjé hatte vier Ehefrauen und fast dreißig Kinder. Er starb 2018 im Alter von 77 Jahren.